# Guanabara
Guanabara was een deelstaat van Brazilië van 1960 tot 1975.

## Geschiedenis
In 1763 werd Rio de Janeiro de hoofdstad van Brazilië. Van 1808 tot 1821 was het zelfs de hoofdstad van het gehele Portugese koloniale rijk. Toen keizer Peter I van Brazilië in 1831 terugkeerde naar Portugal werd Rio de Janeiro als neutraal gebied afgesplitst van de rest van de provincie. Toen het keizerrijk in 1889 omgevormd werd in een federale republiek werd de stad Rio de Janeiro het Federaal District.
Toen de hoofdstad van Brazilië in 1960 werd verhuisd naar Brasilia werd Brasilia het nieuwe Federaal District. Er werd besloten om Rio de Janeiro te promoveren tot deelstaat. Er was echter al een andere deelstaat met die naam, degene waarvan Rio de Janeiro werd afgesplitst in 1831. Dus gaf men de nieuwe staat de naam Guanabara naar de baai waarin de stad ligt. In 1975 werden de staten Guanabara en Rio de Janeiro samengevoegd onder de naam van die laatste en met de stad Rio de Janeiro als hoofdstad.